# アクシェイ・ヴェンカテシュ
アクシェイ・ヴェンカテシュ FRS（Akshay Venkatesh、1981年11月21日 - ）は、オーストラリアの数学者で、2018年8月15日からプリンストン高等研究所の数学部門の教授を務めている。彼の研究対象は、保型形式と数論、その中でも特に表現論・局所対称空間・エルゴード理論・代数トポロジーにおける、数え上げ(en:counting)と等分布性問題の分野である。
ヴェンカテシュは、国際物理オリンピックと国際数学オリンピックの両方でメダルを獲得した唯一のオーストラリア人であり、それを12歳の時に成し遂げた。
2018年、ヴェンカテシュは、解析的整数論、等質力学(homogeneous dynamics)、トポロジー、表現論の融合により、フィールズ賞を授与された。フィールズ賞を授与された二番目のオーストラリア人であり、二番目のインド系の人物である。

## 初期
ヴェンカテシュはインドのデリーに生まれ、2歳の時に家族は西オーストラリアのパースに移住した。ヴェンカテシュはスコッチ・カレッジに入学した。母親であるスヴェタは、ディーキン大学の計算機科学の教授である。ヴェンカテシュは、州立数学オリンピックプログラムにおけるギフテッドの生徒に対する課外訓練クラスに参加し、そして1993年たった11歳にもかかわらず、ヴァージニア州ウィリアムバーグでの第24回国際物理オリンピックで競い、銅メダルを勝ち取った。次の年、数学へ関心を移し、オーストラリア数学オリンピックで二着となった後、第６回アジア太平洋数学オリンピックにて銀メダルを獲得し、香港で開かれた1994年国際数学オリンピックにて銅メダルを獲得した。同じ年に中等教育を終え、13歳の時、西オーストラリア大学へ史上最年少で入学した。3年間で4年の課程を終え、16歳の時大学から純粋数学における第一級優等学位(First Class Honours)を得た最年少の人物となった。ヴェンカテシュは、理学・工学・歯学・医学の学部から、その年の最も傑出した卒業予定者として4つのウッズ記念賞を授与された。在学中、名誉クリケット団体の設立メンバーの一人でもあった。

## 研究の経歴
ヴェンカテシュは、1998年プリンストン大学の博士課程をピーター・サルナックの下で開始し、2002年修了した。博士論文は「跡公式の極限形」という題目だった。博士号取得後の研究のためのハケット奨学金により支援を受けた。そしてマサチューセッツ工科大学のポスドクの地位を得、C.L.E. ムーア講師を務めた。ヴェンカテシュは2004年から2006年までクレイ数学研究所からクレイ研究奨学金給付生の地位にあり、ニューヨーク大学のクーラント数理科学研究所の准教授だった。2005年から2006年までプリンストン高等研究所(IAS)の数学部門の一員だった。2008年9月1日、スタンフォード大学の正教授となった。2017年から2018年の間、IASの特別客員教授となり、2018年8月中旬に、終身教員としてIASに戻った。

## 名誉
ヴェンカテシュは2007年、「サレムの関心分野であるフーリエ級数理論における顕著な業績を上げたと判定された若手の数学者」に対して与えられるサレム賞と、パッカード奨学金を授与された。2008年、「インドの大数学者シュリニヴァーサ・ラマヌジャンが影響を与えた数学分野に対する顕著な貢献」に対して与えられ、「32歳(ラマヌジャン死亡時の年齢)以下の数学者にしか授与されない」、賞金1万ドルのSASTRAラマヌジャン賞を受け取った。この賞は、ラマヌジャンの故郷であるクンバコナムのSASTRA大学にて開催された、数論と保型形式の国際会議にて贈られた。2010年、ハイデラバードでの国際数学者会議の招待講演者となり、「数論とリー理論と一般化」というテーマで講演した。2016年、現代数論への非常に広範で、基本的そして創造的な貢献に対して、ヴェンカテシュは数理科学のインフォシス賞を受賞した。2017年オストロフスキー賞を受賞した。これは2年ごとに「純粋数学と、数値解析の基礎における顕著な業績」に対して与えられる賞である。
2018年、ヴェンカテシュは数学のノーベル賞として一般に説明される、フィールズ賞を受賞し、テレンス・タオに続き2人目のオーストラリア人の、そしてマンジュル・バルガヴァに続き2人目のインド系の受賞者となった。メダルに対する短い表彰では、ヴェンカテシュは「解析的整数論、等質力学、トポロジーそして表現論の融合により、数論的対象の等分布性といった分野における長年の問題を解決したこと」に栄誉を与えられた、と宣言された"。西オーストラリア大学教授のマイケル・ジュディチは、「もし私が説明するのが簡単だったならば、彼はフィールズ賞を受賞していなかっただろう」とかつての生徒の業績について語った。オーストラリアの数学者で番組司会者のアダム・スペンサーは、「この世紀は、それがコンピュータのコーディング、アルゴリズム、機械学習、アプリ設計、その他の類の何であれ、数学者によって構築されるでしょう。」と言い、「私達は数学的精神の壮大さを認めるべきなのです。」と語った。オーストラリア数理科学研究所長のジェフ・プリンスは「アクシェイは彼の専門分野で刺激的で革新的なリーダーであり、その業績は数学に対する幅広い影響を保ち続けるでしょう。そして、解析的整数論、代数的整数論、表現論への数学者の理解を改善する貢献に対し与えられたフィールズ賞の尊敬に値する受賞者です。」と語った。
フィールズメダルに対する表彰では、ヴェンカテシュは「数学の特別に広範なテーマへの深遠な貢献を与え」、そして「一見無関係な分野からの方法を組み合わせ、多くの長年の問題を解決し、古典的問題に対する新奇な観点を提供し、著しく遠大な予想を生み出した」と説明している。ヴェンカテシュの「全ての数、整数、素数の研究である数論における問題を解くために、運動する物体の方程式を研究する力学の使用したこと」が賞において評価された。「彼の業績では、抽象代数をもっと簡単に理解できる線形代数の観点で表現する表現論や、メビウスの輪のような伸ばしたりひねったりして変形された構造の性質を研究するトポロジー理論が使用されている。」ヴェンカテシュは2016年の業績を「数論における新たなパターンを探したもの」として説明した。4年ごとに贈られる賞を受賞した時、ヴェンカテシュは「人は誰でも数学をする多くの時間行き詰まりますが、同時に、数学を使って研究にとりかかる特権を感じる瞬間があります。この超越感覚により、自身が本当に意味のある何かの一部であるように人は感じるでしょう。」と語った。

## 数学への貢献
ヴェンカテシュは数論・保型形式・表現論・局所対称空間そしてエルゴード理論を含む広範な種類の数学分野に、単独あるいは様々な数学者と共同で貢献してきた。
エルゴードの方法を使うことで、ヴェンカテシュはジョーダン・エレンバーグと共同して、二次形式による二次形式の積分表現に対するハッセの原理について重要な進展を行った。
マンフレッド・アインシードラー、エロン・リンデンシュトラウスとフィリップ・ミシェルと共同で、ヴェンカテシュはリンニックのエルゴードの手法を再検討し、立方数体に付属したトーラス軌道の分布に関するユーリ・リンニックの長い間未解決だった予想を解決した。
ヴェンカテシュはまた、数多くの場合のL関数に対する副凸性(sub-convexity)の予想を確立する、新奇でより直接的な方法を提供し、重要な特殊な場合を扱ったハーディ-リトルウッド-ワイル、バージェス、そしてドューク-フリードランダー-イワニエックの基本的な業績を乗り越えた。この手法は最終的に、一般の数体上のGL(1)とGL(2)L関数に対する副凸性(sub-convexity)問題の、ヴェンカテシュとフィリップ・ミシェルによる完全な解決に到った。

## 人物
- 一つの論文のページ数が多い傾向にあるが、これは抽象的な定理を与えた後簡単な具体例を挙げるなど、説明を非常に丁寧に行い、読者へ配慮しているからである。また、ジョギングを趣味としており、インタビューで「走ることが私の精神をクリアにする」と語っている[33] 。